# The Prophets

The Prophets est le huitième album de reggae d'Alpha Blondy sorti en 1989. Sur la photo de la pochette (prise par Pierre Terrasson) Alpha Blondy apparaît sous un air triste. Car il est marqué à cette époque par le décès de trois amis proches: Roger Fulgence Kassy , Coulibaly Charlus et son batteur José Shilinford.

## Liste des titres
1. The Prophet (Allah Léka Netchi)
2. Banana
3. Coup d'État
4. Kolombaria
5. Face To Face
6. Black Men Tears
7. Corinthiens
8. Jah Music